# مخالفت

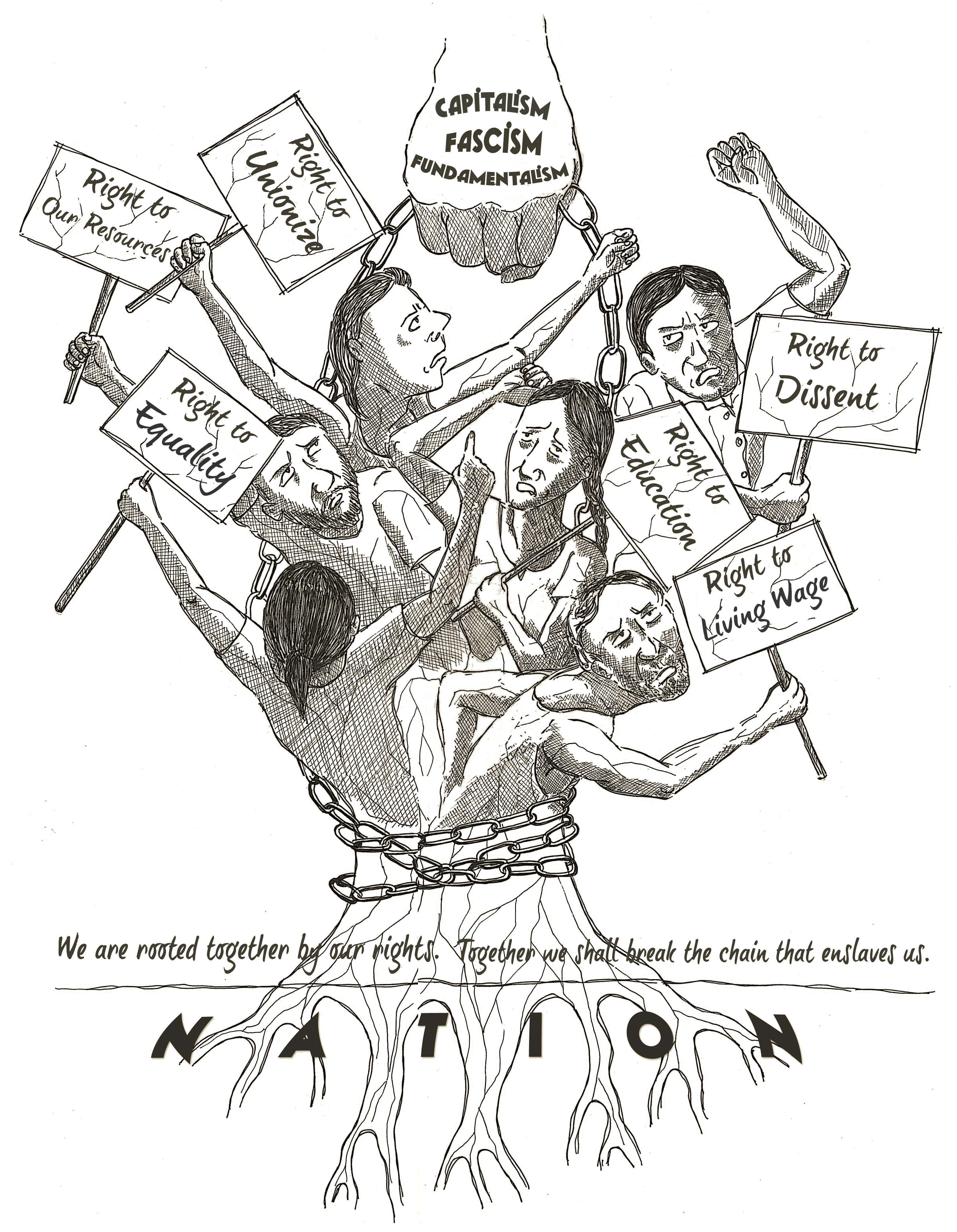
پوستر اتحاد دانشجویان کارگر

مخالفت یک عقیده، فلسفه یا احساس عدم توافق یا مخالفت با ایده غالب یا خط مشی اجرا شده توسط دولت، حزب سیاسی یا نهاد یا فرد دارای اقتدار است. ممکن است از شخصی که مخالفت می‌کند به عنوان مخالف یاد شود.
متضاد این اصطلاح شامل توافق، اجماع (وقتی همه یا تقریباً همه طرفین در مورد چیزی توافق می‌کنند) و رضایت (وقتی یک طرف با پیشنهادی که طرف دیگر ارائه داده موافقت می‌کند).